# Sandavágur
Sandavágur (dánul: Sandevåg) település Feröer Vágar nevű szigetén. Közigazgatásilag Vágar községhez tartozik. A városkát Feröer legnépesebb településének választották.

## Földrajz
A település a sziget déli partján fekszik, és Feröer déli szigetei is beláthatók innen: jó időben még Suðuroy is látszik.

## Történelem
A település az 1200 előtti évekből származik. Az ásatások középkori romokat tártak fel a település területén. A központban álló jellegzetes stílusú temploma 1917-ben épült. A templomban egy 13. századi rúnakő található, a Sandavágssteinurin, melynek felirata szerint a Rogalandból származó norvég Torkil Onandarson telepedett le először ezen a helyen.
Itt lakott a løgmaður 1816-ig, amikor felszámolták Feröer önállóságát, és dán megyévé fokozták le. Az utolsó løgmaður fia volt V. U. Hammershaimb, a település leghíresebb szülötte.
A településtől keletre található egy magányos szikla, a Trollkonufingur („Boszorkányujj”), amelyet a legenda szerint csak egyetlenegyszer másztak meg. Amikor VIII. Frigyes dán király 1844-ben meglátogatta a szigeteket, hajójával elhaladt a szikla mellett is. Egyik embere megmászta a sziklát, de amikor leereszkedett, észrevette, hogy kesztyűjét fönt felejtette. Úgy döntött, ismét felmászik, de közben lezuhant és szörnyet halt.
2009. január 1. óta Vágar község része, előtte önálló volt Sandavágur község néven.

## Népesség

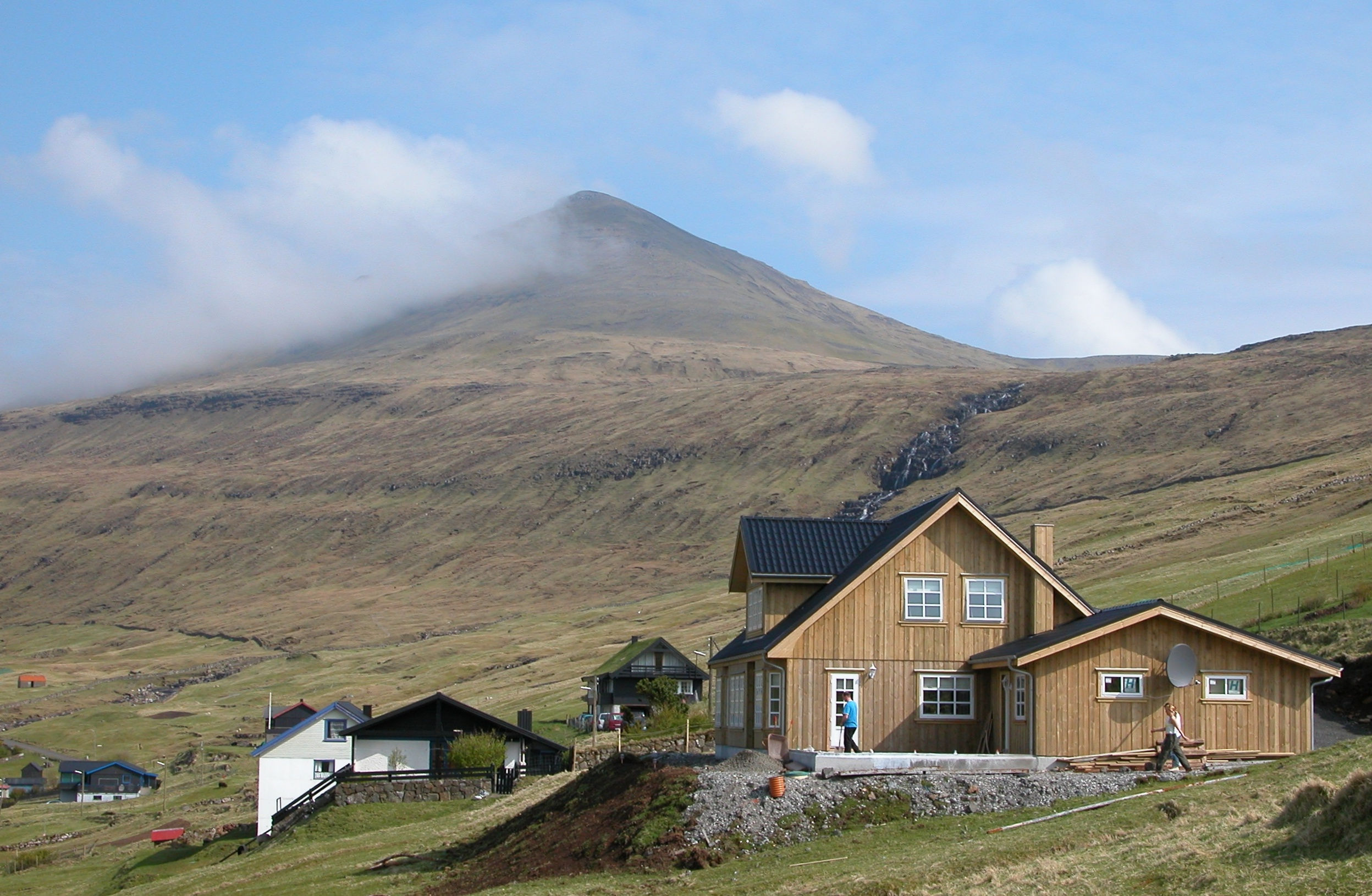
A település és környéke

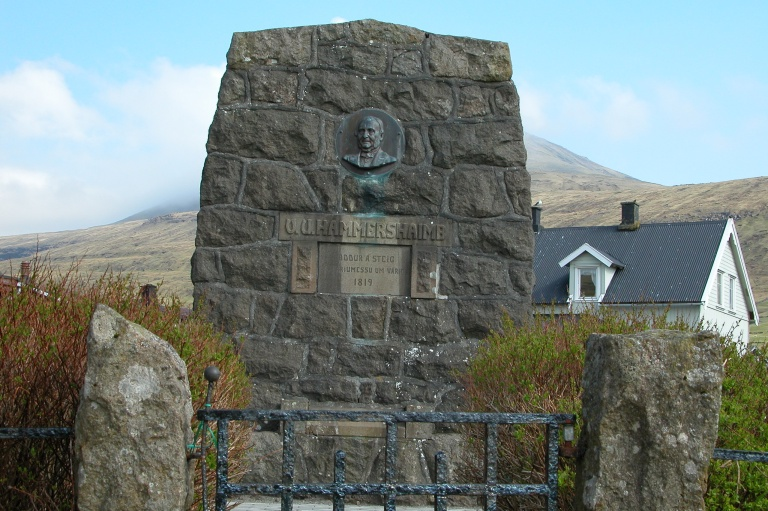
V. U. Hammershaimb emlékműve

| Év              | Lakosság |
| --------------- | -------- |
| 1986. január 1. | 778      |
| 1991. január 1. | 733      |
| 1996. január 1. | 668      |
| 2001. január 1. | 676      |
| 2006. január 1. | 767      |

## Közlekedés
A település Vágar főútvonala mentén fekszik, amely nyugat felé a Vágari repülőtér érintésével egészen Gásadalurig tart, kelet felé pedig a Vágatunnilinen keresztül a szigetcsoport többi szigete felé biztosít kapcsolatot. A közösségi közlekedést a Bøur és Tórshavn között közlekedő 300-as busz biztosítja.

## Kultúra
Sandavágur és három másik település (Vestmanna, Miðvágur és Sørvágur) felváltva rendezik meg a Vestanstevna fesztivált, minden évben július elején.

## Sport
A település labdarúgócsapata a SÍF Sandavágur, amely azonban utoljára 2006-ban indult a Feröeri labdarúgó-bajnokságban.

## Személyek
- Itt született V. U. Hammershaimb (1819-1909) lelkész, filológus, a modern írott feröeri nyelv megteremtője